# POP UP SUNDAY
POP UP SUNDAY（ポップ・アップ・サンデー）は、FM-FUJIで2001年4月1日から2006年3月26日まで毎週日曜日に放送していたワイド番組。エフエム富士東京支社STUDIO ViViDから生放送していた。
番組で毎週、積極的な日曜日の生活を提案するプログラムとして、最新グッズやゲーム情報、イベント情報などを紹介するほか、アーティストをゲストに迎えてのトークコーナーなどもあった。
放送は2006年3月26日で終了し、後番組には『SUNDAY EXCITING RADIO "CUL-NAVI"』がスタートした（2008年3月終了）。

## パーソナリティ
男性
- TAICHI山田（2001年4月 - 2004年3月）
- 有村昆（2004年10月 - 番組終了）

女性
- 菊地由美（2001年4月 - 2002年6月）
- 草野麻衣（2002年7月 - 2003年9月）
- 梅田陽子（2003年10月 - 2003年12月）
- 西尾祐里（2004年1月 - 番組終了）

## 主なコーナー
- CATCH THE EMOTION（NTT DoCoMo山梨支店提供） - FOMAの様々な使い方を解説、実践するコーナー。
- Perfect Goods Express - 最新グッズ紹介
- Misson of the GAME - 最新携帯ゲーム情報
- Pop Up Artist - 旬のJ-POPアーティスト1組をゲストに迎えトークするコーナー。最終回ゲストは島谷ひとみだった。
- Yuri Nishio Oh! Pretty Good（西尾祐里担当時） ほか